# Comuna de Dwikozy
Dwikozy (polaco: Gmina Dwikozy) é uma gminy (comuna) na Polónia, na voivodia de Santa Cruz e no condado de Sandomierski. A sede do condado é a cidade de Dwikozy.
De acordo com os censos de 2004, a comuna tem 9173 habitantes, com uma densidade 108,2 hab/km².

## Área
Estende-se por uma área de 84,79 km², incluindo:
- área agricola: 83%
- área florestal: 6%

## Demografia
Dados de 30 de Junho 2004:
|                      | Total   | Total | Mulheres | Mulheres | Homens  | Homens |
| -------------------- | ------- | ----- | -------- | -------- | ------- | ------ |
|                      | pessoas | %     | pessoas  | %        | pessoas | %      |
| População            | 9173    | 100   | 4698     | 51,2     | 4475    | 48,8   |
| Densidade (pop./km²) | 108,2   | 100   | 55,4     | 55,4     | 52,8    | 52,8   |

De acordo com dados de 2005, o rendimento médio per capita ascendia a 1528,51 zł.

## Subdivisões
- Bożydar, Buczek, Czermin, Dwikozy, Gałkowice, Gierlachów, Góry Wysokie, Kamień Łukawski, Kępa Chwałowska, Kolonia Gałkowice, Mściów, Nowe Kichary, Nowy Garbów, Nowy Kamień, Romanówka, Rzeczyca Mokra, Rzeczyca Sucha, Słupcza, Stare Kichary, Stary Garbów, Szczytniki, Winiarki, Winiary.

## Comunas vizinhas
- Gorzyce, Obrazów, Radomyśl nad Sanem, Sandomierz, Wilczyce, Zawichost